# Omer Van Boxelaer
Omer Van Boxelaere (7 september 1924 - 19 september 2006) was een speler en trainer uit het Belgisch voetbal. Na een bescheiden carrière als speler had hij meer succes als trainer en diende hij meerdere seizoenen in Eerste Klasse.

## Carrière als speler
Omer Van Boxelaere startte zijn carrière als speler bij Lyra TSV, een ploeg uit Eerste Klasse in België, in 1947. Hij blijft er twee seizoenen, zonder echt zijn stempel te kunnen drukken in het basiselftal. Hierdoor besloot hij de club te verlaten om in de lagere reeksen aan te treden. In 1953 vervoegde hij de ploeg van Racing Club Doornik, die actief is in de Derde Klasse. Twee jaar later slaagde hij er in om kampioen te worden en te promoveren naar de Tweede Klasse. De resultaten waren eerder gemiddeld positief, maar de club liet zich opmerken door haar prestaties in de Beker Van België 1955-1956, waarin het de finale bereikte.  Omer Van Boxelaere mocht echter niet deelnemen aan die wedstrijd en beëindigde zijn carrière aan het einde van het seizoen.

## Carrière als trainer
Hij schoolde zich dan maar om tot trainer en begon hieraan bij de senior-ploeg van K Boom FC in 1959, wanneer de club werd teruggezet naar Derde Klasse. Na twee seizoenen van aanpassingen, eindigde de ploeg vierde in 1962 en won een jaar later de titel, waardoor de club weer naar Tweede Klasse kon gaan. Daar beef ze twee seizoenen voor het opnieuw degradeerde in 1965. Omer Van Boxelaere verliet hierop de club en nam SK Beveren-Waes over, dat ook in Derde klasse speelde. Vanaf het eerste seizoen als trainer leidt hij de club naar het kampioenschap in de serie.
Dankzij de goede resultaten die behaald werden in de lagere divisies kreeg Omer Van Boxelaere de kans om een ploeg te leiden in de Eerste Klasse, meer bepaald  Beerschot. Hij verliet bijgevolg Beveren na de titel in Tweede Klasse, maar de resultaten waren niet wat Beerschot verwacht had en de club eindigde slechts tiende. Van Boxelare werd vervangen door Louis Van Beneden en Van Boxelaere begon weer in de lagere reeksen te coachen. In 1971-72 keerde hij terug in Eerste Klasse als trainer van Crossing Schaerbeek, dat net aan de degradatie ontsnapt. Een jaar later neemt hij de teugels in handen van KAA Gent, dat in Tweede Klasse vertoefde. Het seizoen was dramatisch slecht en de club moest voor het eerst in haar bestaan naar Derde Klasse, na een laatste plaats in het kampioenschap. Omer Van Boxelaere ging vervolgens met pensioen en leidde later geen ploegen meer in de nationale reeksen.

## Palmares

### Als speler
- 1 maal kampioen Derde Klasse in 1955 met RRC Doornik

### Als trainer
- 2 maal kampioen Derde Klasse in 1963 met K Boom FC en in 1966 met SK Beveren-Waes.